# Vexin-sur-Epte
Vexin-sur-Epte es una comuna nueva francesa situada en el departamento de Eure, de la región de Normandía.

## Historia
Fue creada el 1 de enero de 2016, en aplicación de una resolución del prefecto de Eure de 4 de diciembre de 2015 con la unión de las comunas de Berthenonville, Bus-Saint-Rémy, Cahaignes, Cantiers, Civières, Dampsmesnil, Écos, Fontenay-en-Vexin, Forêt-la-Folie, Fourges, Fours-en-Vexin, Guitry, Panilleuse, y Tourny, pasando a estar el ayuntamiento en la antigua comuna de Écos.

## Demografía
| Gráfica de evolución demográfica de Vexin-sur-Epte entre 1800 y 2013 |
|                                                                      |

Los datos entre 1800 y 2013 son el resultado de sumar los parciales de las catorce comunas que forman la nueva comuna de Vexin-sur-Epte, cuyos datos se han cogido de 1800 a 1999, para las comunas de Berthenonville, Bus-Saint-Rémy, Cahaignes, Cantiers, Civières, Dampsmesnil, Écos, Fontenay-en-Vexin, Forêt-la-Folie, Fourges, Fours-en-Vexin, Guitry, Panilleuse y Tourny de la página francesa EHESS/Cassini. Los demás datos se han cogido de la página del INSEE.

## Composición
| Comuna delegada   | Código INSEE | Población (2013) | Superficie (km²) | Densidad (hab./km²) |
| ----------------- | ------------ | ---------------- | ---------------- | ------------------- |
| Berthenonville    | 27060        | 256              | 5.92             | 43                  |
| Bus-Saint-Rémy    | 27121        | 327              | 7.77             | 42                  |
| Cahaignes         | 27122        | 362              | 9.54             | 38                  |
| Cantiers          | 27128        | 233              | 2.28             | 102                 |
| Civières          | 27160        | 218              | 7.77             | 28                  |
| Dampsmesnil       | 27197        | 201              | 5.61             | 36                  |
| Écos              | 27213        | 1054             | 15.23            | 69                  |
| Fontenay-en-Vexin | 27255        | 309              | 6.76             | 46                  |
| Forêt-la-Folie    | 27257        | 490              | 11.02            | 44                  |
| Fourges           | 27262        | 798              | 7.72             | 103                 |
| Fours-en-Vexin    | 27264        | 196              | 5.12             | 33                  |
| Guitry            | 27308        | 252              | 8.13             | 31                  |
| Panilleuse        | 27449        | 448              | 8.87             | 51                  |
| Tourny            | 27653        | 938              | 11.95            | 78                  |